# 淡杯
淡杯是一个靠近柔佛州新山市中心的一个郊区，位于新山西部，士姑来快速公路（Skudai Highway）旁。马来半岛南部著名的精神病院柏迈医院（Hospital Permai）着落在此。淡杯也被称为“五英里”。 在淡杯有许多轻工业工厂。在淡杯亦有一间道教的关帝庙和丹柏华小。淡杯也是一个华人新村，约于1950年在紧急法令下成立，英殖民政府向福兴酒厂征用淡杯一块50英亩的土地，将散落在甘拔士、六条半石、四条半石等地的华裔移居至此成立新村。
80至90年代的淡杯曾是繁华的经济与商业中心，但是1997年的一场火患却改变了这里的热闹街景。1997年3月3日，淡杯的一巷和二巷发生火灾使许多商店被摧毁，最终受火灾和搬迁影响的商家则被安顿到市郊的达丽雅商业中心营业。踏入21世纪，淡杯迎来许多发展，其中巨人霸市、安莎娜广场以及最近设立的B5柔佛街头市集令淡杯开始改头换面。淡杯北部也设有2017年开业新山佰乐泰商场（Paradigm Mall JB）和住宅楼以及KipMall商场。

## 周边住宅区
- Country Garden Danga Bay－碧桂园·金海湾
- Taman Abad－世纪花园
- Taman Pelangi－柏兰宜花园
- Taman Suria－苏丽雅花园
- Taman Tampoi－淡杯花園
- Taman Tampoi Indah - 裕华园
- Taman Kempas－甘拔士花園
- Taman Cempaka－蘭花花園
- Taman Anggerik－胡姬花園
- Taman Anggerik Emas－
- Taman Bukit Kempas－金芭高原
- Taman Johor－柔佛花園
- Taman Bukit Mewah－美雅山庄
- Taman Munsyi Ibrahim－温馨花园
- Taman Uda Tampoi－淡杯乌达花园
- Taman Dahlia－达丽雅花园
- Taman Sri Tebrau－大马花园
- Taman Serene－士林花园
- Taman Maju Jaya－顺利花园
- Taman Tebrau Jaya－友谊花园
- Taman Sentosa－大丰花园